# Tectaria johannis
Tectaria johannis là một loài dương xỉ trong họ Tectariaceae. Loài này được Winkleri C.Chr. mô tả khoa học đầu tiên năm 1934.
Danh pháp khoa học của loài này chưa được làm sáng tỏ. 